# おうちがいちばん
『おうちがいちばん』は、秋月りすによる日本の4コマ漫画。竹書房の4コマ誌『まんがライフオリジナル』に連載されている。また、かつては『朝日新聞』の土曜版 (be on Saturday) にも連載されていた。
2016年2月号から休載している（2019年12月号までアンコール連載）。単行本既刊7巻（2013年4月現在）。

## ストーリー
若い夫婦と子供2人を中心に、日常生活に起こる楽しいエピソードを紹介する4コマ漫画。

## 登場人物
森つぐみ
30歳 会社員。かに座（2巻99P）。大学時代から付き合ったタカヒコとできちゃった結婚をしている。結婚後は母はとこが買った家で、はとこに家賃を払って借家生活をしている。当時つぐみはOL1年目でタカヒコは大学院生だったため、周囲からは「結婚生活は理想的だが、結婚理由は…」と言われているが、結果的には会社内に「産休・育休を経て職場に復帰する流れ」を作るのに貢献した。かなりおっちょこちょいであり、課長は「あの人にキャリアウーマンができるなら自分もできるはず」と周囲から思われている、と評している。子供たちを叱るとき、はとこに「昔同じ事をした」と説得力を下げるような話をされてしまう。
森タカヒコ
30歳 大学助手。大学院卒。実年齢・外見ともに若いため、毎年4月は新入学生と間違われるのだが、囲碁や俳句など渋いサークルの勧誘ばかり。髭が口の脇にしか生えないために子供たちには不評。ひばりやはとこに同情されるほど間が悪い。実家に両親がいる。母はイタズラ大好きで、シャイで頑固な父と夫婦ゲンカを繰り返しているために、つぐみとともに悩みが尽きない。基本的にはつぐみに頭があがらない。家事や洗濯と衣類たたみと片付けと裁縫を特技とする。趣味は古本屋めぐり。
森ひわ
6歳 小学1年生。時々トキヒコをからかう事があるが、しっかり者の優しい姉。たまに年相応にはしゃいだり叱られたり失敗したりする。トキヒコの怒り方がつぐみにそっくりらしい。クリスマスプレゼントはお目当ての物を貰うために子供なりの根回しをするが、うまくいっていない。
森トキヒコ
3歳 保育園児。幼いながらも姉思い。年相応に甘えたり粗相したりする場面も見られる。つぐみのおっちょこちょいに巻き込まれることもしばしば。クマのぬいぐるみがお気に入りで、汚れたからとつぐみが洗濯したときは臭いをかいで「だめになってる」とこぼした。公園で同世代の男児から、おもちゃを取られるお人好しだが、男児よりも強い女児に好かれる面を持つ。
原はとこ
59歳 つぐみの母。怒ると怖いが孫には甘い「ばーば」。森家の隣に住んでいるせいか、よく孫と遊んでいる。クリスマスでも娘のつぐみとひばりのリクエストで必ず散らし寿司と茎ワカメの煮物を作っていた。空き家になった隣家を安く買い取って、家庭菜園拡張のために潰すつもりでいたが、つぐみたちの結婚に伴いその家を彼女たちに貸す羽目になった。娘たちには厳しいが、婿のタカヒコに対しては、「タカさん」と呼ぶ優しい一面を持つ。
原つるたろう
59歳 つぐみの父。はとこに比べるとおとなしい「じーじ」。あだ名は「ピッカリ君」で、そのため劇中ではハゲをネタにしたエピソードが見られる。
原ひばり
25歳 つぐみの妹　フリーター。色々なバイトの経験から、料理・掃除・雑用なんでも器用にこなすが、タダ働きは嫌がる。「下の子の気持ちはわかるから」とトキに優しい。顔立ちなど『かしましハウス』のみづえに近いキャラクターとなっている。25歳という年齢はつぐみとの過去の回想によっては異なる場合が多い。
目白課長
つぐみの上司で、会社史上初めての女性管理職である。30代後半から40代前後既婚女性。一人っ子で、家族のクリスマスパーティーでは年少のために未だ子供役を演じている。また「いくら仕事ができても姑の前では一介の嫁に過ぎない」とも愚痴っており、75歳の姑との関係ではかなり苦労している様子。セクハラ風のコミュニケーションが好きで、理想の男性像は夫も含めて毛深くて無骨的なマッチョがタイプである。
つぐみの同僚
つぐみの会社の社員。30歳。独身。初期から出ているが名前は不明。合同コンパに参加して、理想の男性と出会いを求めるが、空回りが多い。そのためクリスマスにひとりで過ごすのが嫌だと、つぐみたちに愚痴を言っている。基本的につぐみと行動をすることが多い。顔立ちや花粉症に悩まされるなど『OL進化論』のけいこに近いキャラクターとなっている。
大学教授
タカヒコの上司。名前は不明。髭をたくわえている。多忙に極めているために、部下である助手のタカヒコの残業が多くなり、つぐみのタカヒコに対する不満が膨らむ遠因となっている。思春期の子供がいるが、「子供は幼いときがいい思い出に残る」と居酒屋でタカヒコに愚痴をこぼしたことがある。連載が進むにつれ、家事や育児に対する理解に欠ける面と、家事や育児についての理解を述べるという両面が同居したキャラクターとして描写をされている。そのため「女どもはユーモアに欠けるな」と助手のタカヒコに愚痴をこぼすこともある。

## 書誌情報
- 秋月りす 『おうちがいちばん』 竹書房〈バンブーコミックス〉、既刊7巻（2013年4月27日現在）
  1. 2004年12月18日発売 ISBN 4-8124-6083-2
  2. 2007年7月17日発売 ISBN 978-4-8124-6712-1
  3. 2008年7月26日発売 ISBN 978-4-8124-6853-1
  4. 2009年7月16日発売 ISBN 978-4-8124-7119-7
  5. 2010年1月15日発売 ISBN 978-4-8124-7220-0
  6. 2011年6月27日発売 ISBN 978-4-8124-7598-0
  7. 2013年4月27日発売 ISBN 978-4-8124-8158-5